# Робинсон, Эдвард (историк)
Эдвард Робинсон (англ. Edward Robinson; 1794—1863) — американский библейский богослов-экзегет, археолог, географ и переводчик, основатель библейской географии как научной дисциплины. Член Американской академии искусств и наук.

## Биография
Родился 10 апреля 1794 года в городе Саутингтоне в американском штате Коннектикут; вырос на ферме, по вероисповеданию — христианин. Его отец был служителем в Конгрегационалистской церкви города в течение четырёх десятилетий. 

План Иерусалима составленный Э. Робинсоном в 1845 году

После окончания Гамильтон-колледже в Клинтоне (штат Нью-Йорк) в 1816—1818 годах он работал учителем математики и греческого языка. После смерти первой жены в 1821 году он стал изучать богословие в богословской семинарии Андовера, в 1823—1826 годах преподавал в ней.
В 1826 году он отправился в Европу для изучения библейских и восточных языков сначала в Париже, затем в Галле и Берлине — у Гезениуса, Толука, Редигера и Неандера.
В Галле в 1828 году он женился на немецкой писательнице Терезе Альбертине Луизе Якоб; путешествовал по Германии, Франции, Италии и Швейцарии и вернулся с ней в Андовер в 1830 году.
По возвращении стал профессором библейской литературы в Андоверской богословской семинарии конгрегационалистов, а затем в Нью-Йорке (1830—1833). В 1831 году основал журнал The Biblical Repository. С 1833 по 1837 год жил в Бостоне, а затем стал профессором библейской литературы в Объединённой теологической семинарии в Нью-Йорке.
В 1838—1839 годах Эдвард Робинсон совершил путешествие по Египту, Синаю и Палестине, результатом которого стало его знаменитое сочинение по географии и топографии Палестины — «Biblical researches» (1-й том, 1841, премирован Королевским географическим обществом в Лондоне в 1842 году; 2-й том, 1856), являющееся первым капитальным произведением по библейской географии (не считая произведения Эстори га-Фархи, жившего в XIV веке), притом проникнутое критическим духом с применением строго-научных методов исторической и физической географии. В 1847 году он был избран членом Американской академии наук и искусств, а в 1852 году стал членом-корреспондентом Прусской академии наук. Летом 1852 года он предпринял новое путешествие по Палестине.
Своими сочинениями Робинсон разрушил множество преданий католической церкви.
Умер 27 января 1863 года в Нью-Йорке.
После его смерти на английском и немецком языках появилась его «Физическая география Св. Земли» Physical Geography of the Holy Land (New York and London, 1865).